# Прапор Кривоозерського району
Пра́пор Кривоозе́рського райо́ну затверджений 10 червня 2003 року рішенням Кривоозерської районної ради.

## Опис
Прямокутне полотнище зі співвідношенням сторін 2:3, яке складається з трьох рівношироких горизонтальних смуг — синьої, зеленої та жовтої.
Прапор повністю ідентичний прапору Роменського району Сумщини.